# The Moving Finger
The Moving Finger (A Mão Misteriosa, no Brasil / O Enigma das Cartas Anónimas, em Portugal) é um romance policial de Agatha Christie, publicado em 1942. 

## Enredo
Jerry e Joanna Burton, um jovem casal de irmãos vindos da capital, mudam-se para uma pequena cidade, Lymstock, para que ele se recupere de um acidente. Pouco tempo depois, à medida que os irmãos vão se integrando à vizinhança, Joanna recebe uma carta anônima, que acusa-os de não serem irmãos, e sim amantes. Cartas como essa têm circulado pelas redondezas, todas com acusações sem provas. 
Um dia, uma das vizinhas, Mona Symmington, é encontrada morta após o recebimento de uma destas cartas, aparentemente um suicídio devido às injúrias. Jerry investiga por conta própria, pois a filha da vítima, Megan, se tornara uma grande amiga dele e de Joanna. A Scotland Yard é acionada para desmascarar a pessoa que tem escrito as cartas, e logo outra mulher é assassinada. Somente Miss Marple, que chega a Lymstock na última hora, pode fornecer todas as respostas para este mistério, com a valiosa ajuda de Jerry.